# 3842 Harlansmith
3842 Harlansmith је астероид главног астероидног појаса чија средња удаљеност од Сунца износи 2,354 астрономских јединица (АЈ).
Апсолутна магнитуда астероида је 13,1.